# Zabić Irlandczyka
Kill the Irishman − biograficzny film gangsterski produkcji amerykańskiej z 2011, w reżyserii Jonathana Hensleigha, na podstawie scenariusza Jonathana Hensleigha i Jeremy’ego Waltersa.
Scenariusz powstał na podstawie książki z 1988 To Kill the Irishman: The War That Crippled the Mafia autorstwa Ricka Porrello, opowiadającej historię irlandzkiego mafiozy Danny’ego Greene’a.

## Fabuła
Latem 1976 roku w centrum miasta Cleveland wybucha 36 bomb. To apogeum wojny o strefę wpływów między włoską mafią a Irlandczykiem Dannym Greenem. Danny szybko przeszedł długą drogę od ciężkiej pracy portowego dokera do jednego z najpotężniejszych gangsterów w mieście. Po drodze zaliczył działalność w związkach zawodowych, malwersacje finansowe, więzienie oraz układ z FBI. Ale sukces ma swoją cenę. Mafia postawiła sobie za punkt honoru zlikwidowanie niepokornego Irlandczyka - z wykorzystaniem wszelkich dostępnych środków oraz najlepszych ludzi od mokrej roboty. Na nikogo nie polowano z większym zaangażowaniem. Jednak nieustraszony gangster tak wiele razy uchodził z życiem, że zasłużył na miano „człowieka o dziewięciu żywotach”.

## Obsada
- Ray Stevenson jako Danny Greene
- Christopher Walken jako Alex „Shondor” Birns, żydowsko-amerykański lichwiarz i właściciel klubów nocnych
- Val Kilmer jako Joe Manditski, policjant z Cleveland, postać wzorowana po części na detektywie Edzie Kovačiću
- Linda Cardellini jako Joan Madigan
- Vincent D’Onofrio jako John Nardi, gangster, wspólnik Greene’a
- Vinnie Jones jako Keith Ritson, irlandzko-litewski były bokser, wspólnik Greene’a
- Tony Lo Bianco jako James T. Licavoli, szef mafii w Cleveland
- Paul Sorvino jako Anthony Salerno, szef mafii Genovese w Cleveland
- Fionnula Flanagan jako Grace O'Keefe
- Burt Reynolds jako on sam
- Laura Ramsey jako Ellie O’Hara
- Mike Starr jako Leo Moceri, gangster, rodzina Licavoli
- Steve Schirripa jako Mike Frato
- Bob Gunton jako Jerry Merke
- Jason Butler Harner jako Art Sneperger
- Robert Davi jako Ray Ferritto, gangster